# Nicolae Negru (analist politic)
Nicolae Negru (n. 14 octombrie 1948, Ciutulești, Florești) este un scriitor, jurnalist și analist politic din Republica Moldova. A lucrat pentru Jurnal TV, Vocea Basarabiei și Jurnal de Chișinău, iar în prezent este editorialist la publicația Ziarul Național și moderatorul unei emisiuni la canalul 10TV.

## Biografie
Nicolae Negru s-a născut pe 14 octombrie 1948, la Ciutulești, raionul Florești. A absolvit Universitatea Tehnică a Moldovei din Chișinău în 1970. Negru este membru al Uniunii Scriitorilor din Moldova, Uniunii Scriitorilor Români și al Uniunii Jurnaliștilor din Moldova. Nicolae Negru a lucrat pentru Moldova-Film, „Nistru-Basarabia”, Literatura și Arta, „Columna” și a publicat în „Contrafort”, „Contrapunct” (București), „Convorbiri literare” (Iași).
Nicolae Negru și Petru Bogatu au realizat emisiunea „Negru și Bogatu” la postul de televiziune Jurnal TV. În prezent este editorialist la publicația online Ziarul Național și este realizatorul emisiunii „Anatomia Puterii” la canalul 10TV.

## Premii
- Premiul juriului pentru "Minte-ma, minte-ma", Gala Premiilor Teatrului Satiricus IL Caragiale 2008
- „Femeia invizibilă”, premiul II la Concursul Național de Dramaturgie, organizat de Ministerul Culturii și Turismului din Republica Moldova.
- Ordinul Republicii (2012)[6]
- Medalia Aniversară „Centenarul Marii Uniri” (2021)[7]

## Lucrări
- Nicolae Negru, « Minte-ma, minte-ma… », 1999
- Nicolae Negru, Femeia invizibilă
- Nicolae Negru, Actorul Crap, 2007
- Nicolae Negru, „Revine Marea Sarmatiana si ne intoarcem in Carpati” a fost montată la Teatrul „Alexei Mateevici” în 1998 (Editura Arc, 1998).
- Revoluția Twitter, episodul întâi: Republica Moldova ISBN 978-9975-61-592-1 (co-autor, alături de Petru Bogatu, Wim van Meurs, Florent Parmentier, Petru Negură, Răzvan Dumitru, Dan Dungaciu) (2010)